# Ronnie Hawkins
Ronald Ronnie Hawkins (Huntsville, Estados Unidos, 10 de enero de 1935 - Ontario, Canadá, 29 de mayo de 2022) fue un cantante y compositor estadounidense nacionalizado canadiense conocido por su vinculación al grupo The Band bajo el nombre de The Hawks antes de trabajar como grupo de apoyo de Bob Dylan. Aunque su carrera musical comenzó en Arkansas, decidió probar suerte en Ontario (Canadá), donde su carrera empezó a labrarse un futuro, Además es considerado uno de los músicos más influyentes en la introducción de la música rock en Canadá.
También conocido como Rompin' Ronnie, Mr. Dynamo y The Hawk, fue uno de los principales intérpretes de la escena del rock en Toronto durante los años sesenta. A lo largo de su carrera, tocó a lo largo de Norteamérica y grabado más de veinticinco álbumes de estudio, en su mayoría con versiones de clásicos del rock and roll como "Thirty Days" de Chuck Berry y "Mary Lou" de Young Jessie. Otras canciones conocidas del cantante incluyen "Who Do You Love?", "Hey Bo Diddley" y "Suzie Q", la cual compuso su primo, el músico de rockabilly Dale Hawkins.
Fue también conocido por su papel de mentor musical de músicos a través de su principal grupo de respaldo, llamado 'The Hawks. La formación de The Hawks que alcanzó más fama fue The Band, un grupo formado por Robbie Robertson, Levon Helm, Rick Danko, Garth Hudson y Richard Manuel que le dejó para tocar con Bob Dylan en su primera gira eléctrica tras la publicación del álbum Highway 61 Revisited. Otros músicos que reclutó para sustituir las continuas marchas en The Hawks también encontraron el éxito en solitario y sirvieron como base de grupos como Robbie Lane & The Disciples, Janis Joplin's Full Tilt Boogie Band, Crowbar, Bearfoot y Skylark.

## Discografía
| Año  | Álbum                            | CAN | Sello          |
| ---- | -------------------------------- | --- | -------------- |
| 1959 | Ronnie Hawkins                   | —   | Roulette       |
| 1960 | Mr. Dynamo                       | —   | Roulette       |
| 1960 | Folk Ballads of Ronnie Hawkins   | —   | Roulette       |
| 1961 | Sings the Songs of Hank Williams | —   | Roulette       |
| 1963 | The Best                         | —   | Roulette       |
| 1964 | Mojo Man                         | —   | Roulette       |
| 1970 | The Best                         | —   | Roulette       |
| 1970 | Ronnie Hawkins                   | 12  | Cotillion      |
| 1971 | The Hawk                         | 91  | Cotillion      |
| 1972 | Rock and Roll Resurrection       | —   | Monument       |
| 1974 | Giant of Rock'n Roll             | —   | Monument       |
| 1977 | Rockin'                          | —   | Pye            |
| 1979 | The Hawk                         | —   | United Artists |
| 1981 | A Legend in His Spare Time       | —   | Quality        |
| 1982 | The Hawk and Rock                | —   | Trilogy        |
| 1984 | Making It Again                  | —   | Epic           |
| 1987 | Hello Again ... Mary Lou         | —   | Epic           |
| 1995 | Let It Rock                      | —   | Quality        |
| 2002 | Still Cruisin'                   | —   | Hawk           |

## Premios
- 1984: Premio Juno por el álbum Making it Again.
- 2007: Premio Especial de la Sociedad de Compositores, Autores y Editores Musicales de Canadá (SOCAN).